# استان سانتا
استان سانتا (به اسپانیایی: Provincia del Santa) یک استان در پرو است که در منطقه انکاش واقع شده‌است. استان سانتا ۴٬۰۰۴٫۹۹ کیلومتر مربع مساحت و ۴۳۵٬۸۰۷ نفر جمعیت دارد.